# Malcom Bokele
Malcom Bokele (Lyon, 25 de febrero de 1998) es un futbolista francés, nacionalizado camerunés, que juega en la demarcación de defensa para el Göztepe S. K. de la Superliga de Turquía.

## Selección nacional
El 24 de marzo de 2023 hizo su debut con la selección de fútbol de Camerún en un encuentro contra Namibia que finalizó con un resultado de empate a uno tras el gol de Olivier Kemen para Camerún, y de Peter Shalulile para Namibia.

## Clubes
| Club                                   | País    | Año       | Partidos | Goles |
| -------------------------------------- | ------- | --------- | -------- | ----- |
| FBBP01 II                              | Francia | 2017-2019 | 5        | 0     |
| F. C. Metz II                          | Francia | 2019-2020 | 9        | 0     |
| F. C. Girondins de Bordeaux II         | Francia | 2020-2021 | 8        | 0     |
| F. C. Villefranche Beaujolais (cedido) | Francia | 2021-2022 | 16       | 0     |
| F. C. Girondins de Bordeaux            | Francia | 2022-2024 | 60       | 2     |
| Göztepe S. K.                          | Turquía | 2024-     | 36       | 1     |